# Luke McShane
Luke James McShane (* 7. Januar 1984 in London) ist ein britischer Weltklassespieler im Schach.

## Biografie

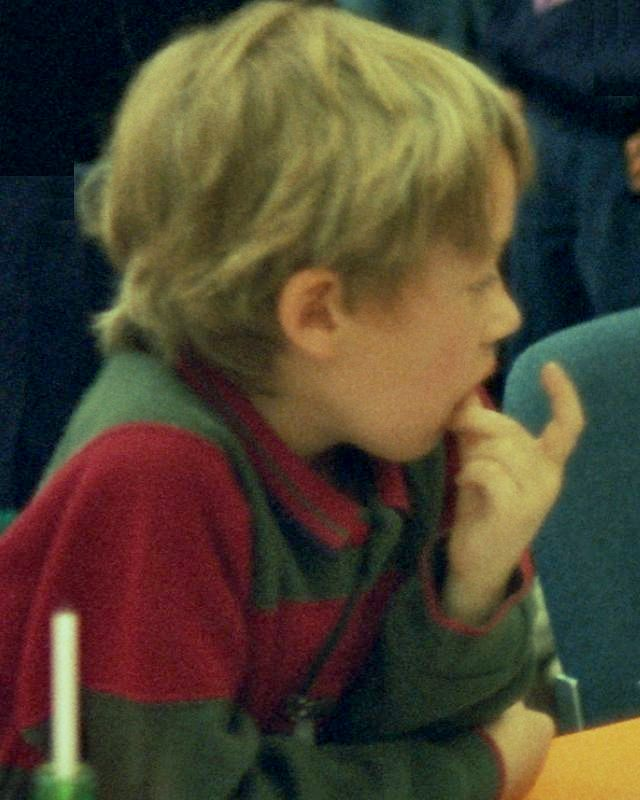
Luke McShane, Duisburg 1992

McShane begann seine Schachkarriere als Wunderkind. Als Fünfjähriger gewann er sein erstes Jugendturnier, als Siebenjähriger wurde er Britischer Jugendmeister der unter Neunjährigen, zwei Jahre später Meister der unter Elfjährigen. 1992 gewann er die Weltmeisterschaft der unter Zehnjährigen in Duisburg. Als Elfjähriger nahm er (ein Rekord) erstmals an der Britischen Landesmeisterschaft der Erwachsenen teil. Als 13-Jähriger wurde er Internationaler Meister. Er erspielte sich Großmeisternormen in den Turnieren von Lippstadt 1998, Reykjavík 2000 und Kopenhagen 2000, worauf ihm die FIDE im gleichen Jahr den Großmeistertitel verlieh. Als 16-Jähriger war er somit der jüngste britische Großmeister bislang.
Im Jahr 1998 gewann er das Masters beim Bunratty International Chess Festival, zwei Jahre danach siegte er beim Kilkenny International Masters. 2002 spielte er erstmals für England bei der Schacholympiade in Bled und wurde Zweiter bei der Jugendweltmeisterschaft in Goa. 2003 gewann er stark besetzte Turniere in Esbjerg (zusammen mit Alexei Drejew und K. Sasikiran) und in Malmö, außerdem 2003 und 2004 das Young Masters in Lausanne. Zur Jahreswende 2003/2004 wurde er in Pamplona geteilter Erster (mit Emil Sutovsky und Miguel Illescas Córdoba). 2005 gewann er in Igualada vor Viktor Kortschnoi, Alexander Beliavsky und Andrij Wolokitin.
Von 2009 bis 2012 nahm er am London Chess Classic Turnier teil. 2011 gewann er das Tata-Steel-Schachturnier in der Gruppe B zusammen mit David Navara. Im Jahr 2012 spielte er im Moskauer Tal Memorial mit.
McShane studierte an der University of Oxford Philosophie und Mathematik und arbeitete für die Investmentbank Goldman Sachs in London. Seit Oktober 2019 betreut er die Schachkolumne von The Spectator.

## Mannschaftsschach

### Nationalmannschaft
Luke McShane nahm mit der englischen Mannschaft an den Schacholympiaden 2002, 2004, 2010, 2016 und 2018 teil. Bei den Mannschaftseuropameisterschaften 2001, 2005, 2009, 2013 und 2015 gehörte er zur englischen Auswahl.

### Vereinsschach
McShane spielte erstmals als Neunjähriger in der Saison 1993/94 bei Covent Garden in der Four Nations Chess League. Auch in der Saison 1994/95 spielte er bei Croydon, anschließend von 1995 bis 1998 bei Richmond, von 1998 bis 2000 bei Bigwood, von 2000 bis 2002 bei Beeson Gregory, von 2003 bis 2006 bei Wood Green, in der Saison 2008/09 und erneut in der Saison 2018/19 bei Guildford A&DC und seit 2009 bei Wood Green Hilsmark Kingfisher. McShane wurde britischer Mannschaftsmeister 2001, 2002, 2005, 2006, 2010, 2012 und 2019. In der deutschen Schachbundesliga spielte Luke McShane von 1996 bis 1999 beim SV Erfurt West (ab 1998 Erfurter SK), seit 1999 spielt er beim SV Werder Bremen, mit dem er 2005 deutscher Mannschaftsmeister wurde. In der französischen Top 16 (bis 2003 Nationale I) spielte McShane von 2001 bis 2003 für den Club de Vandœuvre-Echecs und von 2003 bis 2006 für die Association Cannes-Echecs.